# 基米斯坦
基米斯坦（西班牙語：Quimistán），是洪都拉斯的城鎮，位於該國西北部，由聖巴巴拉省負責管轄，始建於1791年，面積731.90平方公里，海拔高度182米，2001年人口29,761，人口密度每平方公里40.66人。
15°21′N 88°24′W / 15.350°N 88.400°W